# 赭领姬啄木鸟
赭领姬啄木鸟（学名：Picumnus temminckii）是姬啄木鸟属的一个种，分布于阿根廷、巴西和巴拉圭的热带和亚热带低地丛林和灌木带。

## 特征
赭领姬啄木鸟体长9—10 cm（3.5—3.9英寸），冠羽呈黑色，带有白色斑点，雄鸟还有部分红色冠羽。颈部羽毛呈浅黄褐色。